# Cuphocarpus
Cuphocarpus es un género de fanerógamas perteneciente a la familia  Araliaceae, que comprende seis especies. Es endémico de Madagascar.

## Taxonomía
El género fue descrito por Decne. & Planch. y publicado en Revue Horticole 16: 109. 1854.

## Especies
| - Cuphocarphus aculeatus - Cuphocarpus briquetianus - Cuphocarpus commersonii - Cuphocarpus humbertianus - Cuphocarpus inermis - Cuphocarpus leandrianus |